# Francisco Mamede de Brito Filho
Francisco Mamede de Brito Filho ComMM (Fortaleza, 18 de janeiro de 1962) é um general de brigada da reserva do Exército Brasileiro.

## Carreira Militar

### Oficial
Iniciou sua carreira militar em 28 de fevereiro de 1977, ao ingressar na Escola Preparatória de Cadetes do Exército, onde terminou o curso em 1979. Graduou-se aspirante-a-oficial de infantaria em 10 de dezembro de 1983, na Academia Militar das Agulhas Negras, sendo o primeiro colocado geral de sua turma. Em função disso, recebeu a Medalha Marechal Hermes de bronze com uma coroa.
Classificado no 28º Batalhão de Infantaria Blindado, em Campinas, foi promovido a segundo-tenente em 31 de agosto de 1984 e a primeiro-tenente em 25 de dezembro de 1985. Depois, foi instrutor da AMAN. Atingiu ao posto de capitão em 25 de dezembro de 1989 e em 1992 realizou o curso da Escola de Aperfeiçoamento de Oficiais. Em 1994, exerceu o cargo de Observador Militar da Organização das Nações Unidas em Moçambique e, em 1995 e 1996 foi Comandante da Companhia de Comando da 11.ª Brigada de Infantaria Blindada, também em Campinas.

### Oficial Superior
Promovido a major em 31 de agosto de 1996, foi ajudante de ordens do Ministro do Exército nos anos de 1997 e 1998. Cursou a Escola de Comando e Estado-Maior do Exército no biênio 1999/2000. Foi, então, classificado na 10ª Região Militar, em Fortaleza. Ascendeu a tenente-coronel em 30 de abril de 2002. Em seguida, realizou o Curso Superior Interarmas, na Escola de Guerra do Exército da França.
Retornando ao Brasil, foi instrutor da ECEME e comandou o Centro de Estudos de Pessoal nos anos de 2006 e 2007. Durante o comando, foi promovido a coronel em 31 de agosto de 2007. Na sequência, serviu no Gabinete de Segurança Institucional da Presidência da República, em Brasília, durante o biênio 2008/2009.
Em 2010, voltou ao Rio de Janeiro, como instrutor da ECEME. Designado para comandar o Batalhão Brasileiro no Haiti, trabalhou naquele país entre março e dezembro de 2012.

### Oficial General
Foi promovido a general de brigada em 31 de março de 2013, sendo designado Comandante da 4.ª Brigada de Infantaria Leve (Montanha), em Juiz de Fora. Assumiu o cargo em 30 de abril desse ano,  ficando responsável pelo gerenciamento de tropas em Minas Gerais e pela representação do Exército na região de Juiz de Fora.
Admitido à Ordem do Mérito Militar em 1999 no grau de Cavaleiro ordinário, foi promovido a Oficial em 2003 e a Comendador em 2013.
No período de 6 de agosto a 15 de outubro de 2014, comandou a Força de Pacificação no Complexo da Maré, no Rio de Janeiro. Essa tropa visa melhorar as condições de segurança do local para a implantação de uma Unidade de Polícia Pacificadora da Polícia Militar do Estado do Rio de Janeiro.
Sua última missão no serviço ativo foi a de Chefe do Estado-Maior do Comando Militar do Nordeste.